# Petare

Kommunens läge i delstaten Miranda

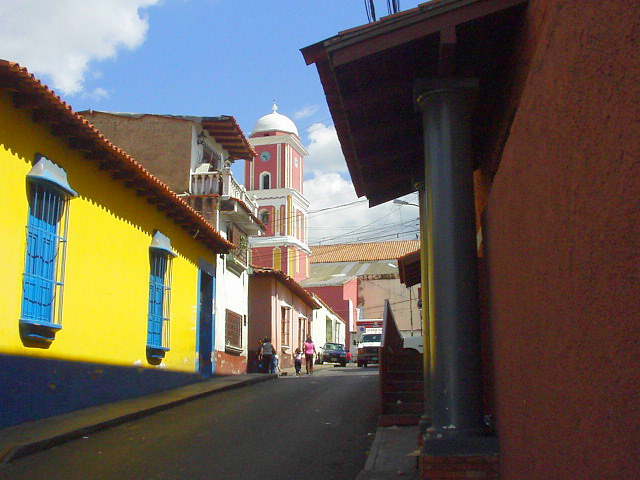
Historiskt centrum i Petare

Petare är en stad i norra Venezuela och är den största staden i delstaten Miranda. Den ingår i Caracas storstadsområde och har 412 756 invånare (2007), med totalt 640 762 invånare (2007) i hela kommunen på en yta av 164 km². Kommunens formella namn är Sucre och är indelad i fem socknar, parroquias. Staden grundades 1621 under namnet San Jose de Guanarito. Petare var under en tid, fram till 13 februari 1927, administrativ huvudort för delstaten.